# La vie est belle
La vie est belle è il terzo album di Keen'V pubblicato nel 2012. L'album viene certificato disco di platino con 130 000 copie vendute.

## Tracce
1. La vie est belle
2. Ma vie au soleil
3. Les Mots
4. Petite Émilie
5. Prince charmant
6. Héroïne
7. Où va le monde
8. En l'amour
9. Le Plus Beau Jour
10. Tu vas prendre cher
11. Contre son corps
12. Chaque jour
13. Encore (ft. Loreleil B)
14. Elle t'a maté (Fatoumata)
15. Clara
16. De cette nuit
17. Faut que je m'en aille (ft. Loreleil B)
18. En dessous (de la ceinture) (ft. Nawaach)
19. J'aimerais trop

## Disco nelle hit-parades
Albums
| Anno | Album            | Miglior posizione | Miglior posizione | Casa Discografica | Certificazione   | Note |
| Anno | Album            | Belgio            | Francia           | Casa Discografica | Certificazione   | Note |
| ---- | ---------------- | ----------------- | ----------------- | ----------------- | ---------------- | ---- |
| 2012 | La vie est belle | 9                 | 2                 | Universal         | Disco di platino |      |